# Europapokal der Landesmeister 1974/75
Der Europapokal der Landesmeister 1974/75 war die 20. Auflage des Wettbewerbs. 30 Klubmannschaften nahmen teil, darunter Titelverteidiger und Deutscher Meister FC Bayern München, sowie weitere 29 Landesmeister der vorangegangenen Saison. Für die DDR nahm der 1. FC Magdeburg, für die Schweiz der FC Zürich und für Österreich der SK VÖEST Linz teil. Die Landesmeister aus Albanien und Italien waren nicht am Start. Der italienische Meister Lazio Rom war aufgrund von Ausschreitungen im Spiel der 2. Runde des UEFA-Pokals 1973/74 gegen Ipswich Town für ein Jahr gesperrt worden. Das Finale wurde am 28. Mai 1975 im Pariser Prinzenpark ausgespielt.

## Modus
Die Teilnehmer spielten im reinen Pokalmodus mit (bis auf das Finale) Hin- und Rückspielen um die Krone des europäischen Vereinsfußballs. Bei Torgleichstand zählte zunächst die größere Zahl der auswärts erzielten Tore; gab es auch hierbei einen Gleichstand, wurde das Rückspiel verlängert und ggf. sofort anschließend ein Elfmeterschießen zur Entscheidung ausgetragen.

## 1. Runde
Freilose:  FC Bayern München und  1. FC Magdeburg
Die Hinspiele fanden am 18./19. September, die Rückspiele am 24. September (Keflavik vs. Split) und 2./3. Oktober 1974 statt.
|                          | Gesamt    |                     | Hinspiel | Rückspiel |
| ------------------------ | --------- | ------------------- | -------- | --------- |
| FC Valletta              | 2:4       | HJK Helsinki        | 1:0      | 1:4       |
| DFS Lewski-Spartak Sofia | 1:7       | Újpesti Dózsa SC    | 0:3      | 1:4       |
| Leeds United             | 5:3       | FC Zürich           | 4:1      | 1:2       |
| Hvidovre IF              | 1:2       | Ruch Chorzów        | 0:0      | 1:2       |
| SK VÖEST Linz            | 0:5       | FC Barcelona        | 0:0      | 0:5       |
| Slovan Bratislava        | (a)5:5(a) | RSC Anderlecht      | 4:2      | 1:3       |
| Feyenoord Rotterdam      | 11:10     | Coleraine FC        | 7:0      | 4:1       |
| Jeunesse Esch            | 2:5       | Fenerbahçe Istanbul | 2:3      | 0:2       |
| Celtic Glasgow           | 1:3       | Olympiakos Piräus   | 1:1      | 0:2       |
| AS Saint-Étienne         | 3:1       | Sporting Lissabon   | 2:0      | 1:1       |
| Viking Stavanger         | 2:6       | FC Ararat Jerewan   | 0:2      | 2:4       |
| CS Universitatea Craiova | 3:4       | Åtvidabergs FF      | 2:1      | 1:3       |
| Omonia Nikosia           | (1)       | Cork Celtic         |          |           |
| Hajduk Split             | 9:1       | ÍB Keflavík         | 7:1      | (2)2:0(2) |

1 Omonia Nikosia trat aufgrund politischer Konflikte (Zypernkonflikt) nicht an.

2 Das Rückspiel fand auch in Split statt.

## 2. Runde

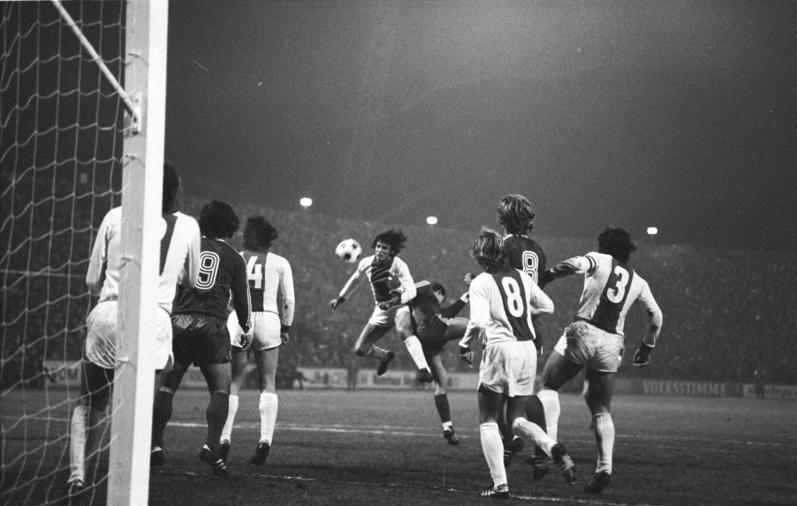
1. FC Magdeburg – FC Bayern München

Die Hinspiele fanden am 22./23. Oktober, die Rückspiele am 5./6. November 1974 statt.
|                     | Gesamt |                     | Hinspiel | Rückspiel |
| ------------------- | ------ | ------------------- | -------- | --------- |
| Feyenoord Rotterdam | 0:3    | FC Barcelona        | 0:0      | 0:3       |
| Ruch Chorzów        | 4:1    | Fenerbahçe Istanbul | 2:1      | 2:0       |
| HJK Helsinki        | 0:4    | Åtvidabergs FF      | 0:3      | (3)0:1(3) |
| Újpesti Dózsa SC    | 1:5    | Leeds United        | 1:2      | 0:3       |
| Hajduk Split        | 5:6    | AS Saint-Étienne    | 4:1      | 1:5 n. V. |
| Cork Celtic         | 1:7    | FC Ararat Jerewan   | 1:2      | 0:5       |
| FC Bayern München   | 5:3    | 1. FC Magdeburg     | 3:2      | 2:1       |
| RSC Anderlecht      | 5:4    | Olympiakos Piräus   | 5:1      | 0:3       |

3 Das Rückspiel fand in Stockholm statt.

## Viertelfinale
Die Hinspiele fanden am 4.(Barcelona vs. Åtvidaberg) / 5. März, die Rückspiele am 11.(Åtvidaberg vs. Barcelona) / 19. März 1975 statt.
|                   | Gesamt |                   | Hinspiel | Rückspiel |
| ----------------- | ------ | ----------------- | -------- | --------- |
| FC Barcelona      | 5:0    | Åtvidabergs FF    | 2:0      | (4)3:0(4) |
| FC Bayern München | 2:1    | FC Ararat Jerewan | 2:0      | 0:1       |
| Leeds United      | 4:0    | RSC Anderlecht    | 3:0      | 1:0       |
| Ruch Chorzów      | 3:4    | AS Saint-Étienne  | 3:2      | 0:2       |

4 Das Rückspiel fand auch in Barcelona statt.

## Halbfinale
Die Hinspiele fanden am 9. April, die Rückspiele am 23. April 1975 statt.
|                  | Gesamt |                   | Hinspiel | Rückspiel |
| ---------------- | ------ | ----------------- | -------- | --------- |
| Leeds United     | 3:2    | FC Barcelona      | 2:1      | 1:1       |
| AS Saint-Étienne | 0:2    | FC Bayern München | 0:0      | 0:2       |

## Finale
| FC Bayern München                               | FC Bayern München | Leeds United | Leeds United |
| ----------------------------------------------- | --- | --- | ------------ |
| FC Bayern München                               | \| 28. Mai 1975 in Paris (Prinzenparkstadion) \| \| Ergebnis: 2:0 (0:0) \| \| Zuschauer: 48.374 \| \| Schiedsrichter: Michel Kitabdjian ( Frankreich) \|                                                                                         | \| 28. Mai 1975 in Paris (Prinzenparkstadion) \| \| Ergebnis: 2:0 (0:0) \| \| Zuschauer: 48.374 \| \| Schiedsrichter: Michel Kitabdjian ( Frankreich) \|                                                 | Leeds United |
| FC Bayern München                               | Sepp Maier – Franz Beckenbauer – Rainer Zobel, Georg Schwarzenbeck, Bernd Dürnberger – Björn Andersson (4. Josef Weiß), Franz Roth, Jupp Kapellmann – Gerd Müller – Uli Hoeneß (42. Klaus Wunder), Conny Torstensson Cheftrainer: Dettmar Cramer | David Stewart – Paul Reaney, Norman Hunter, Paul Madeley, Frank Gray – Billy Bremner , Johnny Giles, Terry Yorath (80. Eddie Gray) – Peter Lorimer, Joe Jordan, Allan Clarke Cheftrainer: Jimmy Armfield | Leeds United |
| FC Bayern München                               | 1:0 Franz Roth (71.) 2:0 Gerd Müller (83.) | | Leeds United |
| FC Bayern München                               | Georg Schwarzenbeck | Paul Reaney, Norman Hunter | Leeds United |
| 28. Mai 1975 in Paris (Prinzenparkstadion)      | | |              |
| Ergebnis: 2:0 (0:0)                             | | |              |
| Zuschauer: 48.374                               | | |              |
| Schiedsrichter: Michel Kitabdjian ( Frankreich) | | |              |

## Beste Torschützen
| Rang | Spieler         | Klub                | Tore |
| ---- | --------------- | ------------------- | ---- |
| 1    | Eduard Markarow | FC Ararat Jerewan   | 5    |
|      | Gerd Müller     | FC Bayern München   | 5    |
| 3    | Reine Almqvist  | Åtvidabergs FF      | 4    |
|      | Manuel Clares   | FC Barcelona        | 4    |
|      | Carles Rexach   | FC Barcelona        | 4    |
|      | Allan Clarke    | Leeds United        | 4    |
|      | Peter Lorimer   | Leeds United        | 4    |
|      | Jurica Jerković | Hajduk Split        | 4    |
|      | Wilhelm Kreuz   | Feyenoord Rotterdam | 4    |
|      | Lex Schoenmaker | Feyenoord Rotterdam | 4    |
|      | Hervé Revelli   | AS Saint-Étienne    | 4    |

## Eingesetzte Spieler FC Bayern München
| 1.                | FC Bayern München |
| FC Bayern München | - Tor: Sepp Maier (7/-) - Abwehr: Franz Beckenbauer (7/1); Bernd Dürnberger (7/1); Georg Schwarzenbeck (7/-); Johnny Hansen (4/-); Josef Weiß (2/-) - Mittelfeld: Hans-Josef Kapellmann (6/-); Franz Roth (5/1); Björn Andersson (5/-); Rainer Zobel (5/-); Erwin Hadewicz (1/-); - Angriff: Gerd Müller (7/5); Uli Hoeneß (7/1); Conny Torstensson (6/1); Klaus Wunder (5/-); Karl-Heinz Rummenigge (4/-); - Trainer: Dettmar Cramer |